# Porto da Estrela
O Porto da Estrela foi o local onde funcionou, a partir da década de 1830, a fábrica de pólvora que, em 1808, D. João VI mandara construir junto à Lagoa Rodrigo de Freitas. O porto arruinou-se e foi abandonado depois da inauguração da Estrada de Ferro Mauá. Em 1855, uma epidemia de cólera assolou o lugar. No entanto, ainda em 1857 partiam diariamente para o Rio de Janeiro 16 barcos, transportando produtos da lavoura. A 
Vila da Estrela era, então, um município, cuja decadência se acentuou em 1872. No ano de 1892, perdeu a autonomia e foi incorporado a Magé. Desde 1767, o porto era assinalado nas cartas topográficas da baía. Por ele passaram numerosos viajantes ilustres, como o próprio D. João VI, Auguste de Saint-Hilaire, Johann Baptist Emanuel Pohl, Thomas Ender, John Mawe, Hermann Burmeister, Langsdorff, Spix, Martius, John Luccock, Ida Pfeiffer, que por lá passou na excursão a Petrópolis em 1846 durante sua primeira viagem de volta ao mundo, e, naturalmente, a Família Imperial, que costumava passar o verão em Petrópolis. Pizarro, percorrendo o Brasil em 1819, disse que estava entre os principais portos pelos quais se conduziam os "produtos do continente".
O Porto de Estrela ficava localizado junto à margem do Rio Inhomirim, próximo a sua foz no rio Estrela, no atual município de Magé. Encontra-se em ruínas hoje, assim como os galpões de armazenagem de café e outras mercadorias para exportação. O porto de Estrela teve grande importância no período imperial por ser o ponto de embarque e desembarque de passageiros entre o Rio de Janeiro, então capital imperial, e a próspera Vila Rica, no estado de Minas Gerais, como ponto de partida em terra do Caminho do Proença. 